# Torpedo suessii
Torpedo suessii is een vissensoort uit de familie van de sidderroggen (Torpedinidae). De wetenschappelijke naam van de soort is voor het eerst geldig gepubliceerd in 1898 door Steindachner.